# Franz Litzinger
Franz Litzinger (Coblença, 1855 - Düsseldorf, 1913) fou un tenor alemany.
Havia començat a estudiar en l'Escola de Muntanya d'Eisenach, però després es dedicà al cant sota la direcció del mestre Thureau. Debutà el 1876, donant principi a una brillant carrera de cantor de concerts i oratoris, principalment com a intèrpret de Bach.
Des de 1880 residí a Düsseldorf i des de 1902 fou professor del conservatori de la seva ciutat natal.